# Kilwinning
Kilwinning (in gaelico scozzese: Cill Fhinnein; 5,01 km²) è una cittadina (e un tempo burgh) di circa 16 000 abitanti della Scozia sud-occidentale, facente parte dell'area amministrativa dell'Ayrshire Settentrionale e situata lungo il corso del fiume Garnock.

## Geografia fisica
Kilwinning si trova nella parte centro-settentrionale del North Ayrshire, a pochi chilometri dalla costa che si affaccia sul Firth of Clyde ed è situata tra le località di Prestwick e Kilbirnie (rispettivamente a nord della prima e a sud della seconda) e tra le località di Ardrossan e Irvine (rispettivamente ad est della prima e ad ovest della seconda), a circa 18 km ad ovest/nord-ovest di Kilmarnock.

## Origini del nome
Il toponimo gaelico Cill Fhinnein (da cui: Kilwinning) significa letteralmente "chiesa di Winnian", in riferimento ad una chiesa dedicata a San Winnian o Winin o Finin risalente al 600 circa.

## Storia

### XIX-XX secolo
Un tempo la città si chiamava Segdoune, che è forse un derivato di Saint's Town, ovvero "città del santo".
Intorno al 1800, Kilwinning divenne un importante centro industriale, in particolare per quanto riguarda l'industria mineraria per l'estrazione del carbone e l'industria tessile.
La vocazione industriale di Kilwinning cessò negli anni sessanta del XX secolo.

## Monumenti e luoghi d'interesse

### Abbazia di Kilwinning
Principale monumento di Kilwinning è l'abbazia, fondata nella seconda metà del XII secolo da monaci tironensi provenienti dall'abbazia di Kelso.

### Eglinton Country Park e Eglinton Castle
Tra Kilwinning ed Irvine si estende l'Eglinton Country Park, un parco di circa 400 ettari.
All'interno del parco, si trova un edificio storico, l'Eglinton Castle, un castello costruito nel 1797 dal 12º signore di Eglinton.

### Mother Lodge
Altro edificio d'interesse è il Mother Lodge o Lodge 0: realizzato nel 1893, fu il primo alloggio per massoni in Scozia.

### Museum of Ayrshire Country Life and Costume
Altro luogo d'interesse di Kilwinning è il Museum of Ayrshire Country Life and Costume, allestitito nel Dalgarven Mill, un mulino risalente al 1649.

## Società

### Evoluzione demografica
Al censimento del 2011, Kilwinning contava una popolazione pari a 16 599 abitanti. Nel 2001 contava invece 16 366 abitanti, mentre nel 1991 ne contava 15 317.

## Sport
- La squadra di calcio locale è il Kilwinning Rangers Football Club[12]